# Rhabdornis inornatus
El rabdornis cabecipardo (Rhabdornis inornatus) es una especie de ave paseriformes de la familia Sturnidae propia de Filipinas.
El rabdornis de las Bisayas que anteriormente se consideraba una subespecie de rabdornis cabecipardo, es actualmente considerado una especie separada por la mayoría de los expertos. En forma análoga el rabdornis grande (R. grandis), de la isla de Luzón, que era considerado conespecífico, actualmente también es considerado una especie distinta.

## Distribución
Es una especie endémica de las selvas montanas y submontanas de Filipinas, donde habita en los sectores sur y oriental del archipiélago.

## Subespecies
Se reconocen las siguientes:
- R. i. inornatus Ogilvie-Grant, 1896 - Samar (centro-este de Filipinas)
- R. i. leytensis Parkes, 1973 - Bilirán y Leyte (centro-este de Filipinas)
- R. i. alaris Rand, 1948 - Mindanao (sur de Filipinas)